# Souvigné (Charente)
Souvigné é uma comuna francesa na região administrativa da Nova Aquitânia, no departamento de Charente. Estende-se por uma área de 10,37 km². Em 2010 a comuna tinha 208 habitantes (densidade: 20,1 hab./km²).